# Marzabotto
Marzabotto es un pueblo italiano situado en la región de Emilia-Romaña, parte de la provincia de Bolonia. Está localizada a 27 km de Bolonia y limita con el valle del río Reno. Es conocida por una masacre de habitantes cometida por las Waffen-SS en la Segunda Guerra Mundial.

## Historia

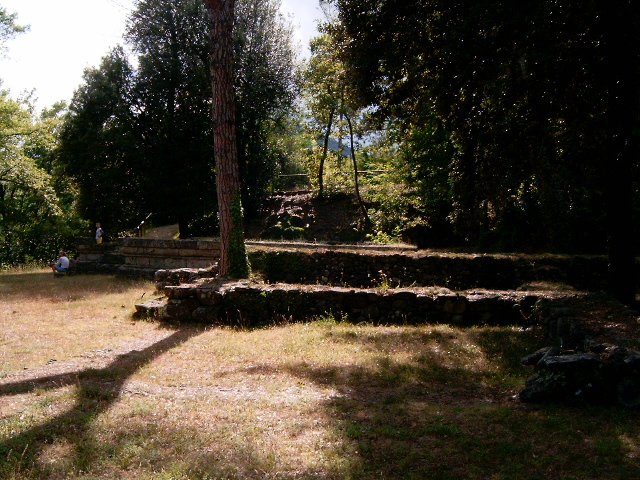
Acropolis de Marzabotto.

Se fundó por debajo de Villa Aria. Cerca de la ciudad, se encuentran los restos de una ciudad etrusca del siglo V a. C. —que algunos identifican como la antigua Misa y otros con Kainua— protegida en el oeste por las montañas, y al este y sur por el río, que por un cambio en su cauce ha destruido aproximadamente la mitad de ella. La acrópolis, estaba justo por debajo de la villa: allí fueron encontrados cimientos de templos.
También fueron hallados cementerios al este y al norte de ese emplazamiento.
Se sabe que después de los etruscos el lugar fue habitado por los galos, y que no fue ocupada por los antiguos romanos.
El centro urbano de Marzabotto se ha desarrollado en tiempos relativamente recientes. La ciudad está ubicada sobre la moderna carretera y fue diseñada según una planta rectangular dividida en ocho secciones por avenidas. Cada sección a su vez está constituida por cuadras o "insulae".

## Masacre de Marzabotto
El 29 de septiembre de 1944, durante la Segunda Guerra Mundial, en la ocupación alemana de Italia, la ciudad fue el sitio de una masacre por parte de las Waffen SS. La Medalla de Oro al Valor Militar fue concedida por este episodio.

## Enlaces externos

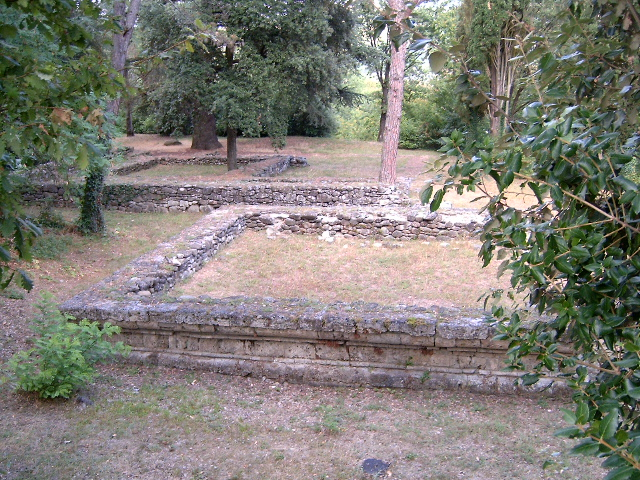
Templos de Marzabotto.

## Demografía
| Gráfica de evolución demográfica de Marzabotto entre 1861 y 2001 |
|                                                                  |
| Fuente ISTAT - elaboración gráfica de Wikipedia                  |